# Karze
Karze ist ein Ortsteil der Stadt Bleckede in Niedersachsen.

## Geographie
Der Ort liegt drei Kilometer nordwestlich von Bleckede.

## Geschichte
Ab 1895 war Karze an die Bleckeder Kreisbahn angeschlossen.
Am 1. Dezember 1910 hatte Karze im Kreis Bleckede 151 Einwohner. Bei der Volkszählung vom 13. September 1950 ergab sich, dass in Karze 463 Einwohner in 118 Haushalten lebten. Am 1. März 1974 wurde Karze nach Bleckede eingemeindet.